# 西目屋村
西目屋村（日语：／ Nishimeya mura */?）是位於日本青森縣西南部的村，隸屬中津輕郡，也是郡內唯一的自治體。南邊為秋田縣的邊境，村內的白神山地被選為世界遺產之一，一級河川岩木川則流經村落中心旁並往東流。當地特產為蘋果。

## 地理
西目屋村境內約90%以上的面積被山林覆蓋。轄區西南部的白神山地以海拔1083公尺的尾太岳為主，其周圍與海拔1000公尺以上的山岳相連。由於西目屋村地處在狹窄的峽谷内，因此平均氣溫較低。當地在氣候上屬於日本海側氣候，夏季雨量較多，冬季受到從日本海吹來的潮濕西風影響降雪量較多。

## 歷史
慶長2年 (1597年) ，位於居森平地區的尾太礦山在津輕為信擔任大浦城城主期間開始開採，據說全盛時期超過1千名礦工在尾太礦山採礦。然而明治時期礦山暫停開採。昭和27年 (1952年）尾太礦山再度進行開採，然而隨著產業結構改變，當地人口開始減少，礦山也於昭和53年 (1978年）關閉。
- 明治22年（1889年）4月1日 - 施行町村制，由田代村、杉澤村、白澤村、大秋村、村市村、藤川村、居森平村、砂子瀨村、川原平村合併而成。

## 行政
- 村長：關和典（2006年上任，連任1次）
- 村議會：7人

## 交通

### 道路

#### 縣道
主要地方道
- 青森縣道28號岩崎西目屋弘前線

一般縣道
- 青森縣道204號相馬常盤野線
- 青森縣道317號西目屋二井線

### 巴士
- 弘南巴士
  - 弘前市 ←→ 西目屋村

## 觀光
- 白神山地（世界自然遺產）
- 白神山地訪客中心
- 暗門瀑布
- 乳穗瀑布
- 不識塔
- 乳井貢之碑
- 尾太礦山

## 教育
- 西目屋村立西目屋小學校
- 西目屋村立西目屋中學校（由於學生減少而予定2015年3月閉校）

## 本地出身名人
- 桂ゆり（歌手）
- 熊谷二郎（拳擊手）

## 姊妹市、友好都市

### 海外
- 中國吉林省梨樹縣葉赫滿族鎮：於1985年4月29日締結友好城市，在自然保護、教育、文化及特產的研究方面進行交流[6]。